# 公子彊
公子彊（？—？），春秋时期齐顷公年间齐国公子，与齐顷公的关系待考。
前591年，晋、卫两国共同发兵讨伐齐国，到达阳穀，齐顷公在缯地与晋景公会盟，派公子彊去晋国做人质。